# Gundersdorf (Gemeinde Straßburg)
Gundersdorf ist eine Ortschaft in der Gemeinde Straßburg im Gurktal im Bezirk St. Veit an der Glan in Kärnten. Die Ortschaft hat 30 Einwohner (Stand 1. Jänner 2024).

## Lage
Gundersdorf liegt im Osten der Gemeinde Straßburg, auf dem Gebiet der Katastralgemeinde St. Georgen, sonnseitig am Talboden des Gurktals, nahe der Mündung des Höllgrabenbachs in die Gurk, an der Gurktal Straße.
Das Dorf besteht aus den Häusern Rader (Nr. 1), Lux (Nr. 2, bis 2022 als Gasthaus geführt), Amthofer, Amthofer-Auszughaus und Amthofer-Bürogebäude (Nr. 3, 4 und 3a), Schmiedhaus (Nr. 8), Forsthaus (Nr. 10), Maierhube (Nr. 16) und einigen Häusern ohne Vulgonamen (Nr. 6, 13, 14, 15). Zur Ortschaft gehören auch die Produktionshalle des Sägewerks (Nr. 3b) südlich der Bundesstraße und das Kraftwerksgebäude 400 m südöstlich des Dorfs an der Gurk (Nr. 11).

## Geschichte
Der Ortsname bedeutet Dorf des Gunder/Gunther oder Dorf des Gundrat. Der Ort wird 1363 als Chundorf genannt, 1370 als Gundrazdorf im Zusammenhang mit einem Streit zwischen dem Bischof von Gurk und dem Abt von St. Paul im Lavanttal um Güter beim Dorf.
Seit Gründung der Ortsgemeinden Mitte des 19. Jahrhunderts gehört Gundersdorf zur Gemeinde Straßburg.

## Bevölkerungsentwicklung
Für die Ortschaft ermittelte man folgende Einwohnerzahlen:
- 1869: 8 Häuser, 70 Einwohner[5]
- 1880: 9 Häuser, 61 Einwohner[6]
- 1890: 9 Häuser, 65 Einwohner[7]
- 1900: 9 Häuser, 65 Einwohner[8]
- 1910: 11 Häuser, 105 Einwohner[9]
- 1923: 9 Häuser, 118 Einwohner[10]
- 1934: 97 Einwohner[11]
- 1951: 13 Häuser, 139 Einwohner[12]
- 1961: 14 Häuser, 97 Einwohner[13]
- 2001: 14 Gebäude (davon 12 mit Hauptwohnsitz) mit 14 Wohnungen; 35 Einwohner und 0 Nebenwohnsitzfälle; 12 Haushalte; 4 Arbeitsstätten, 7 land- und forstwirtschaftliche Betriebe[14]
- 2011: 13 Gebäude, 30 Einwohner, 10 Haushalte, 5 Arbeitsstätten[15]
- 2021: 14 Gebäude, 29 Einwohner, 9 Haushalte, 10 Arbeitsstätten[16]

## Wirtschaft
In Gundersdorf gibt es mehrere landwirtschaftliche Betriebe.
Bedeutendstes Unternehmen im Ort ist das Sägewerk der Bruno Ruhdorfer GmbH, das seit 1924 im Besitz der Familie Ruhdorfer ist. Anfang des 20. Jahrhunderts führten die Gebrüder Feltrinelli hier ein dampfbetriebenes Sägewerk. 1914 erwarb Wilhelm Gorton den Betrieb. Mittels einer Rollbahn wurde Holz aus dem Höllgraben zum Sägewerk nach Gundersdorf transportiert.

## Persönlichkeiten
In Gundersdorf lebten
- Franz Ruhdorfer, Bürgermeister von Straßburg ab 1924
- Franz Truppe, Bürgermeister von Straßburg in der NS-Zeit
- Ferdinand Gorton, ehemaliger Landesjägermeister von Kärnten